# Gare d'Ahnif
La gare d'Ahnif est une gare ferroviaire algérienne située sur le territoire de la commune d'Ahnif, dans la wilaya de Bouira.

## Situation ferroviaire
La gare est située dans le centre de la ville d'Ahnif, sur la ligne d'Alger à Skikda où elle est précédée de la gare d'El Adjiba et suivie de celle d'Ath Mansour.

## Service des voyageurs

### Desserte
La gare d'Ahnif est desservie par les trains régionaux des liaisons :
- Alger - Sétif[1] ;
- Alger - Béjaïa[2].